# 5 000 mètres masculin aux Jeux olympiques d'été de 2016
Pour un article plus général, voir Athlétisme aux Jeux olympiques d'été de 2016.
Navigation
Londres 2012 Tokyo 2020
L'épreuve du 5 000 mètres masculin aux Jeux olympiques de 2016 se déroule les 17 et 20 août 2016 au Stade olympique de Rio de Janeiro, au Brésil. Elle est remportée par le Britannique Mohamed Farah dans le temps de 13 min 3 s 30.

## Programme
Tous les horaires correspondent à l'UTC-3
| Date                  | Horaire | Manche |
| --------------------- | ------- | ------ |
| Mercredi 17 août 2016 | 10 h 05 | Séries |
| Samedi 20 août 2016   | 21 h 20 | Finale |

## Records
Avant cette compétition, les records dans cette discipline étaient les suivants :
| Record du monde  | 12 min 37 s 35 | Kenenisa Bekele | Éthiopie | 31 mai 2004  | Hengelo |
| Record olympique | 12 min 57 s 82 | Kenenisa Bekele | Éthiopie | 23 août 2008 | Pékin   |

## Médaillés
| Or            | Argent       | Bronze          |
| Mohamed Farah | Paul Chelimo | Hagos Gebrhiwet |

## Résultats

### Séries
Les cinq premiers athlètes de chaque série sont qualifiés (Q) pour la finale ainsi que les six prochains ayant réalisé les temps les plus rapides (q)

#### Série 1
| Rang | Athlète                 | Nationalité     | Temps    | Notes |
| ---- | ----------------------- | --------------- | -------- | ----- |
| 1    | Hagos Gebrhiwet         | Éthiopie        | 13:24.65 | Q     |
| 2    | Albert Kibichii Rop     | Bahreïn         | 13:24.95 | Q     |
| 3    | Mohamed Farah           | Grande-Bretagne | 13:25.25 | Q     |
| 4    | Joshua Kiprui Cheptegei | Ouganda         | 13:25.70 | Q     |
| 5    | Bernard Lagat           | États-Unis      | 13:26.02 | Q     |
| 6    | Caleb Ndiku             | Kenya           | 13:26.63 |       |
| 7    | Hayle Ibrahimov         | Azerbaïdjan     | 13:27.11 |       |
| 8    | Aron Kifle              | Érythrée        | 13:29.45 |       |
| 9    | Ilias Fifa              | Espagne         | 13:30.23 |       |
| 10   | Kemoy Campbell          | Jamaïque        | 13:30.32 |       |
| 11   | Jacob Kiplimo           | Ouganda         | 13:30.40 |       |
| 12   | Charles Yosei Muneria   | Kenya           | 13:30.95 |       |
| 13   | Hassan Mead             | États-Unis      | 13:34.27 | q     |
| 14   | Younès Essalhi          | Maroc           | 13:41.41 |       |
| 15   | Namakoe Nkhasi          | Lesotho         | 13:41.92 |       |
| 16   | Bashir Abdi             | Belgique        | 13:42.83 |       |
| 17   | Olivier Irabaruta       | Burundi         | 13:44.08 |       |
| 18   | Sam McEntee             | Australie       | 13:50.55 |       |
| 19   | Lucas Bruchet           | Canada          | 14:02.02 |       |
| 20   | Richard Ringer          | Allemagne       | 14:05.01 |       |
| 21   | Mukhlid Alotaibi        | Arabie saoudite | 14:18.48 |       |
| 22   | Kota Murayama           | Japon           | 14:26.72 |       |
| 23   | Hari Kumar Rimal        | Népal           | 14:54.42 |       |
| 24   | Mohamed Daud Mohamed    | Somalie         | 14:57.84 |       |
| 25   | Rosefelo Siosi          | Salomon         | 15:47.76 | PB    |

#### Série 2
| Rang | Athlète             | Nationalité          | Temps    | Notes |
| ---- | ------------------- | -------------------- | -------- | ----- |
| 1    | Paul Chelimo        | États-Unis           | 13:19.54 | Q PB  |
| 2    | Muktar Edris        | Éthiopie             | 13:19.65 | Q     |
| 3    | Dejen Gebremeskel   | Éthiopie             | 13:19.67 | Q     |
| 4    | Birhanu Balew       | Bahreïn              | 13:19.83 | Q     |
| 5    | Andrew Butchart     | Grande-Bretagne      | 13:20.08 | Q     |
| 6    | Mohammed Ahmed      | Canada               | 13:21.00 | q     |
| 7    | Elroy Gelant        | Afrique du Sud       | 13:22.00 | q     |
| 8    | Abrar Osman         | Érythrée             | 13:22.56 | q     |
| 9    | Brett Robinson      | Australie            | 13:22.81 | q     |
| 10   | David Torrence      | Pérou                | 13:23.20 | q NR  |
| 11   | Phillip Kipyeko     | Ouganda              | 13:24.66 | SB    |
| 12   | Isiah Koech         | Kenya                | 13:25.15 |       |
| 13   | Patrick Tiernan     | Australie            | 13:28.48 |       |
| 14   | Florian Orth        | Allemagne            | 13:28.88 |       |
| 15   | Hiskel Tewelde      | Érythrée             | 13:30.23 |       |
| 16   | Suguru Osako        | Japon                | 13:31.45 | SB    |
| 17   | Adel Mechaal        | Espagne              | 13:34.42 |       |
| 18   | Soufiyan Bouqantar  | Maroc                | 13:56.55 |       |
| 19   | Ali Kaya            | Turquie              | 14:05.34 |       |
| 20   | Tom Farrell         | Grande-Bretagne      | 14:11.65 |       |
| 21   | Tariq Ahmed Al-Amri | Arabie saoudite      | 14:26.90 |       |
| 22   | Antonio Abadía      | Espagne              | 14:33.20 |       |
| 23   | Kefasi Chitsala     | Malawi               | 14:52.89 |       |
| 24   | San Naing           | Birmanie             | 15:51.05 |       |
| 25   | Romário Leitão      | Sao Tomé-et-Principe | 15:53.32 |       |
| -    | Zouhair Aouad       | Bahreïn              | DNF      |       |

### Finale
| Rang               | Athlète                 | Nationalité     | Temps    | Notes |
| ------------------ | ----------------------- | --------------- | -------- | ----- |
| Médaille d'or      | Mohamed Farah           | Grande-Bretagne | 13:03.30 |       |
| Médaille d'argent  | Paul Chelimo            | États-Unis      | 13:03.90 | PB    |
| Médaille de bronze | Hagos Gebrhiwet         | Éthiopie        | 13:04.35 |       |
| 4                  | Mohammed Ahmed          | Canada          | 13:05.94 |       |
| 5                  | Bernard Lagat           | États-Unis      | 13:06.78 | SB    |
| 6                  | Andrew Butchart         | Grande-Bretagne | 13:08.61 | PB    |
| 7                  | Albert Kibichii Rop     | Bahreïn         | 13:08.79 |       |
| 8                  | Joshua Kiprui Cheptegei | Ouganda         | 13:09.17 |       |
| 9                  | Birhanu Balew           | Bahreïn         | 13:09.26 | PB    |
| 10                 | Abrar Osman             | Érythrée        | 13:09.56 |       |
| 11                 | Hassan Mead             | États-Unis      | 13:09.81 |       |
| 12                 | Dejen Gebremeskel       | Éthiopie        | 13:15.91 |       |
| 13                 | Elroy Gelant            | Afrique du Sud  | 13:17.47 |       |
| 14                 | Brett Robinson          | Australie       | 13:32.30 |       |
| 15                 | David Torrence          | Pérou           | 13:43.12 |       |
|                    | Muktar Edris            | Éthiopie        | DQ       |       |

## Légende
Records et Performances
- AR : Record continental (area record)
- CR : Record des championnats (championship record)
- MR : Record du meeting (meet record)
- NR : Record national (national record)
- OR : Record olympique (olympic record)
- PR : Record paralympique (paralympic record)
- PB : Record personnel (personal best)
- SB : Meilleure performance personnelle de la saison (season's best)
- WL : Meilleure performance mondiale de l'année (world leader)
- WJR : Record du monde junior (world junior record)
- WR : Record du monde (world record)

Circonstances et Conditions
- DNF : N'a pas terminé (did not finish)
- DNS : N'a pas pris le départ (did not start)
- DQ : Disqualification (disqualification)
- NM : Aucun essai valable enregistré (No Mark)
- Q : Qualifié « directement » au prochain tour (ou à la prochaine compétition), lors d'une compétition majeure, grâce au classement ou à la réalisation des minima (automatic qualifier)
- q : Qualifié au prochain tour (ou à la prochaine compétition), lors d'une compétition majeure, grâce au repêchage ou à la réalisation de l'une des meilleures performances parmi celles des « non qualifiés directement » (grâce au meilleur temps ou à la meilleure distance par exemple) (secondary qualifier)